# Roman Knop
Roman Knop (* 17. prosince 1981 Chomutov) je český kytarista, skladatel a učitel elektrotechnické praxe na střední škole.
Narodil se v Chomutově, kde studoval na Průhoně obor mechanik-elektronik a roku 2001 absolvoval.
Jako kytarista byl samouk a roku 2004 založil společně s Davidem Weingärtnerem kapelu X-Left To Die. V X-LTD působil jako kytarista a také skladatel. S kapelou vyhrál několik soutěží (Skutečná liga, Česká rocková liga, Erzgebirgischer Rockprei v Německu, Múza), vystupoval na festivalech (Rock for People, Votvírák, Sázava fest, Vysmáté léto), vydal album Potešma  a předskakoval Marilyn Mansonovi v Brně 2009. Kvůli tragické smrti zpěváka Daniela Weingartnera roku 2015 se rozhodl roku 2016 odstěhovat do Velešína, kde působil v místní kapele. Roku 2018 místo opustil a přesunul se do Prahy, kde od roku 2019 působí v kapele Cocotte Minute jako kytarista, kde na koncertech vystupuje jako indián. Roku 2020 vznikl jeho projekt Woisys, kde je skladatelem.
Jako učitel elektrotechnické praxe zaměřen na elektroinstalace, základní elektroniku s výrobou plošných spojů a zabezpečovací techniku (zejména systém Jablotron).
Od roku 2016 do roku 2023 se také věnoval elektrotechnickým kroužkům s dětmi předškolního věku na DDM.
Roku 2024 získal ocenění nejlepšího učitele v rámci ankety Pražský učitel.

## Učitelem praxe
- 2003–2016 na chomutovské škole na Průhoně ESOZ
- 2016–2018 SOŠE, COP Hluboká nad Vltavou
- 2018 – působí na Střední průmyslové škole na Proseku